# Małgorzata Lipska
Małgorzata Lipska (ur. 5 grudnia 1963 w Brzegu) – polska hokeistka na trawie, olimpijka z Moskwy 1980.
Zawodniczka grająca w ataku. Reprezentowała Kluby LKS Rolnik Nysa (lata 1978-1984) oraz AZS UŚ Katowice (w latach 1984-1989). Medalistka mistrzostw Polski:
- złota
  - na otwartym stadionie 1985, 1986
  - w hali w latach 1985-1986
- srebrna
  - na otwartym stadionie w latach 1980-1982.
  - w hali w latach 1981-1982

W reprezentacji Polski rozegrała 69 spotkań strzelając 8 bramek
Brała udział w igrzyskach olimpijskich w Moskwie w których polska drużyna zajęła 6. miejsce.
W roku 1989 wyjechała do Niemiec, gdzie kontynuowała (do roku 1997) karierę sportową w klubie Berliner Hockey Club.